# Czerwonak
Pour la gmina, voir Czerwonak (gmina).
Czerwonak (prononciation : [t͡ʂɛrˈvɔnak], en allemand : Rotental) est un village de Pologne, situé dans la voïvodie de Grande-Pologne. Elle est le chef-lieu de la gmina de Czerwonak, dans le powiat de Poznań.
Il se situe à 9 kilomètres au nord-est du centre de Poznań (siège du powiat et capitale régionale).
Le village possède une population de 5 704 habitants en 2014.

## Histoire
De 1975 à 1998, Czerwonak faisait partie du territoire de la voïvodie de Poznań.

Depuis 1999, le village fait partie du territoire de la voïvodie de Grande-Pologne.

## Voies de communications
La route voïvodale 196 (qui relie Poznań à Wągrowiec) passe par le village.